# Holothuria turrisimperfecta
Holothuria turrisimperfecta is een zeekomkommer uit de familie Holothuriidae.
De wetenschappelijke naam van de soort werd in 1965 gepubliceerd door Gustave Cherbonnier.